# Metro Manila Film Festival
Il Metro Manila Film Festival (abbreviato in MMFF) è un festival cinematografico che si svolge annualmente, dal giorno di Natale al primo fine settimana di gennaio, nella città di Manila. Nel corso delle due settimane solamente i film approvati da un'apposita giuria sono proiettati nei cinema locali, mentre è generalmente vietata la distribuzione delle pellicole straniere.
La prima edizione del festival si è tenuta nel 1975, ideata dall'allora sindaco Antonio Villegas sulla base del Manila Film Festival.
Tra le principali attrazioni del festival vi sono le sfarzose parate organizzate per inaugurare l'evento, che vedono i principali interpreti di ogni film sfilare lungo il Roxas Boulevard a bordo dei rispettivi carri allegorici. Oltre ai riconoscimenti nel settore cinematografico, la sera dell'evento è assegnato anche un premio al carro ritenuto più originale.

## Premi
L'elenco completo dei premi assegnati è il seguente:
- Lungometraggi in concorso

- - Premio al miglior film: dal 1975
  - Premio al miglior regista: dal 1975
  - Premio al miglior attore: dal 1975
  - Premio alla miglior attrice: dal 1975
  - Premio al miglior attore non protagonista: dal 1975
  - Premio alla miglior attrice non protagonista: dal 1975
  - Premio al miglior attore bambino: 1980-2016
  - Premio alla miglior sceneggiatura: dal 1975
  - Premio al miglior soggetto: 1975-2016

- - Premio alla miglior fotografia: dal 1975
  - Premio alla miglior scenografia: dal 1986
  - Premio al miglior montaggio: dal 1975
  - Premio ai migliori effetti visivi: 1990-2015
  - Premio al miglior truccatore: 1990-2015
  - Premio alla miglior colonna sonora: dal 1989
  - Premio al miglior sonoro: dal 1975
  - Premio alla miglior produzione audio: dal 1975
  - Premio al miglior carro allegorico: dal 1992
  - Premio al film più sensibile a tematiche di genere: 2003-2013

- Cortometraggi in concorso
  - Premio al miglior cortometraggio: dal 2016
  - Premio della giuria speciale: dal 2016
  - Premio al miglior regista: dal 2016
  - Premio alla miglior sceneggiatura: dal 2016